# El Calvarito
El Calvarito är en ort i kommunen Sultepec i delstaten Mexiko i Mexiko. Samhället hade 301 invånare vid folkräkningen 2020.